# Amphisbaena slateri
Espèce
Amphisbaena slateri est une espèce d'amphisbènes de la famille des Amphisbaenidae.

## Répartition
Cette espèce se rencontre dans la région de Puno au Pérou et dans le département de La Paz en Bolivie.  

## Étymologie
Cette espèce est nommée en l'honneur de Thomas Slater.

## Publication originale
- Boulenger, 1907 : Descriptions of new lizards in the British Museum. Annals and Magazine of Natural History, sér. 7, vol. 19, p. 486-489 (texte intégral).